# UFC Fight Night: Costa vs. Vettori
UFC Fight Night: Costa vs. Vettori (também conhecido como UFC Fight Night 196 e UFC on ESPN+ 54) foi um evento de MMA produzido pelo Ultimate Fighting Championship em 23 de outubro de 2021 no UFC Apex em Las Vegas, Nevada.

## Background
Uma luta no peso médio entre Paulo Costa e Marvin Vettori ocorreu neste evento.
Aaron Phillips e Kris Moutinho eram esperados para se enfrentarem neste evento. Entretanto, Moutinho foi removido do card e substituído por Jonathan Martinez.
Uma luta no peso meio médio entre Dwight Grant e Gabriel Green foi brevemente ligada a este evento.